# Ochraethes nigrescens
Ochraethes nigrescens är en skalbaggsart som beskrevs av Chemsak och Linsley 1974. Ochraethes nigrescens ingår i släktet Ochraethes och familjen långhorningar. Inga underarter finns listade i Catalogue of Life.